# Burmeister & Wain BCT70
Die Typen BCT70 und BCT85, waren zwei Varianten einer Baureihe von Panamax-Massengutschiffen, beziehungsweise Tank-Schüttgutfrachtern, die ab 1991 bei der Kopenhagener Werft Burmeister & Wain gebaut wurden.

## Einzelheiten

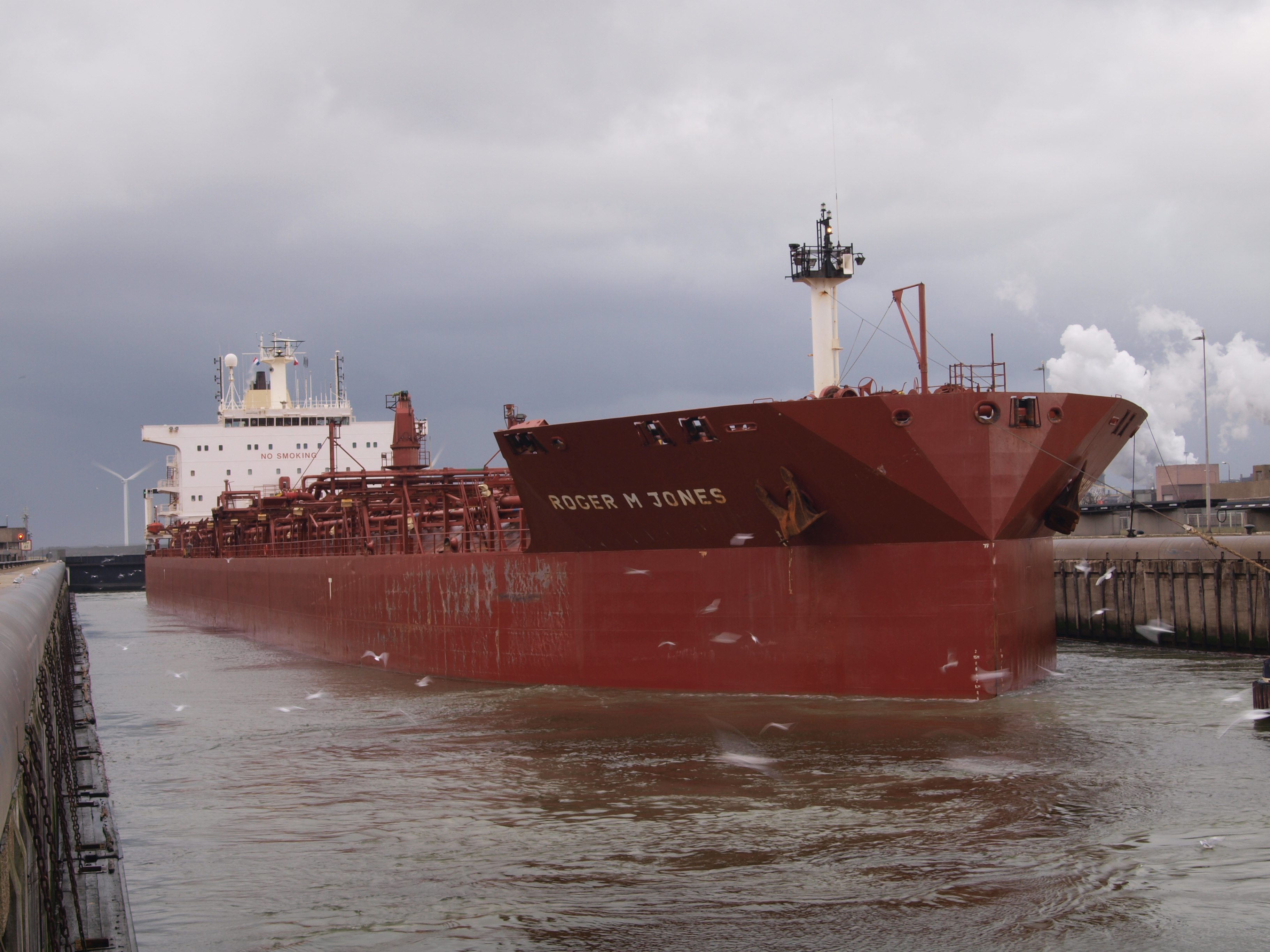
Vorderansicht der Roger M Jones

Der Schiffsentwurf war für einen variablen weltweiten Einsatz entwickelt worden und konnte wahlweise in der Bauausführung als reines Massengutschiff, als Tank-Schüttgutfrachter für den Schüttgut-, Erz- oder Rohöltransport oder als Produktentanker in Auftrag gegeben werden, wobei die Konstruktion von vornherein auf einen späteren Umbau der Basisvariante zum kombinierten Schiff ausgelegt wurde. Das Deckshaus war weit achtern über dem Maschinenraum angeordnet. Die Schiffe besaßen als Massengutschiff neun Laderäume und eine Tragfähigkeit von etwa 75.000 Tonnen.
Der Typ BCT70 war zunächst in Einhüllenbauweise konstruiert worden und wurde aufgrund der neuen Anforderungen des US Oil Pollution Act 1990 bei ansonsten gleichen Grundabmessungen zum 18 Meter längeren Typ BCT85 mit zwei Meter messenden Doppelhülle und geringfügig höherer Tragfähigkeit umgestaltet.
Der Antrieb der Schiffe bestand aus einem Fünfzylinder-Zweitakt-Schiffsdieselmotor des Typs MAN B&W 5S60MC mit einer Leistung von etwa 10.000 PS, der seine Kraft direkt auf den einzelnen Festpropeller abgab und eine Geschwindigkeit von etwa 15 Knoten ermöglichte. Für die Energieversorgung standen Hilfs- und Notdiesel zur Verfügung.

## Die Schiffe (Auswahl)
| Bauname                      | Ausführung            | Baunummer | IMO-Nummer | Kiellegung Stapellauf Ablieferung               | Auftraggeber                                | Umbenennungen und Verbleib |
| ---------------------------- | --------------------- | --------- | ---------- | ----------------------------------------------- | ------------------------------------------- | --- |
| Solidarność                  | BCT70 Massengutschiff | 934       | 8813934    | 14. Oktober 1990 11. Januar 1991 14. März 1991  | Difko LXVIII Polska Żegluga Morska, Stettin | ab 27. August 2015 verschrottet.                                                                                                 |
| Armia Krajowa                | BCT70 Massengutschiff | 935       | 8813946    | 12. Januar 1991 23. März 1991 30. Mai 1991      | Difko LXVIII Polska Żegluga Morska, Stettin | ab 28. Mai 2014 verschrottet. |
| Szare Szeregi                | BCT70 Massengutschiff | 936       | 8813958    | 24. März 1991 14. April 1991 22. August 1991    | Difko LXVIII Polska Żegluga Morska, Stettin | ab 27. September 2014 verschrottet.                                                                                              |
| Orlęta Lwowskie              | BCT70 Massengutschiff | 937       | 8813960    | 10. Juni 1991 30. August 1991 24. Oktober 1991  | Difko LXIX Polska Żegluga Morska, Stettin   | ab 19. September 2014 verschrottet.                                                                                              |
| Legiony Polskie              | BCT70 Massengutschiff | 938       | 8919611    | 30. August 1991 November 1991 20. Dezember 1991 | Difko LXIX Polska Żegluga Morska, Stettin   | ab 19. September 2014 verschrottet.                                                                                              |
| Futura                       | BCT70 OBO             | 939       | 9002934    | - 3. April 1992 25. Juni 1992                   | Sønderjysk Erhvervsinvestering K/S 20       | 1996 Sibotura, 2007 Magda, ab 23. Juni 2012 verschrottet.                                                                        |
| Siboti                       | BCT70 OBO             | 940       | 9009396    | - November 1992                                 | K/S DMK-ALS- Tschudi & Eitzen, Oslo         | 2005 Roger M Jones, am 5. Dezember 2012 zum Abbruch in Gadani Beach eingetroffen und dort am 9. Dezember auf den Strand gesetzt. |
| Polska Walcząca              | BCT70 Massengutschiff | 941       | 9011923    | 8. November 1991 24. Januar 1992 12. März 1992  | Difko LXX Polska Żegluga Morska, Stettin    | ab 9. Februar 2015 verschrottet.                                                                                                 |
| Siboelf                      | BCT85 OBO             | 942       | 9011935    | 1992 29. Dezember 1992 Februar 1993             | - Tschudi & Eitzen, Oslo                    | 2007 Matilda, ab 3. Januar 2013 verschrottet.                                                                                    |
| Vitessa                      | BCT70 OBO             | 943       | 9014729    | - 1992 September 1992                           | Difko LXXIII                                | 1995 Sibotessa, 2006 Seapowet, 2012 Power 11, ab 20. September 2012 verschrottet.                                                |
| Sibohelle                    | BCT85 OBO             | 944       | 9036507    | - 1993 Mai 1993                                 | B&W/Poseidon Tschudi & Eitzen, Oslo         | 2006 Sakonnet, 2012 Saraswati, ab 23. Oktober 2012 verschrottet.                                                                 |
| Sibonina                     | BCT85 OBO             | 945       | 9036519    | - 8. Mai 1993 August 1993                       | Difko LXXVIII Tschudi & Eitzen, Oslo        | 2007 Maud, ab 29. Dezember 2012 verschrottet.                                                                                    |
| Siboeva                      | BCT85 OBO             | 946       | 9050084    | - Dezember 1993                                 | Sibowain 1 Inc. Tschudi & Eitzen, Oslo      | 2005 Bonnie Smithwick, 2012 Bonnie, ab 5. Mai 2012 verschrottet.                                                                 |
| Sibonata                     | BCT85 OBO             | 947       | 9050096    | - 1994 April 1994                               | B&W/Poseidon Tschudi & Eitzen, Oslo         | 2005 Searose G, ab 5. März 2013 verschrottet.                                                                                    |
| Sibonancy                    | BCT85 OBO             | 948       | 9077111    | 19. Dezember 1993 14. April 1994 7. Juli 1994   | - Tschudi & Eitzen, Oslo                    | 2005 Rip Hudner, 2013 Sino 6, ab 17. November 2016 verschrottet.                                                                 |
| Daten: Equasis, grosstonnage |                       |           |            |                                                 |                                             | |